# Euagathis clathrata
Euagathis clathrata är en stekelart som först beskrevs av Brulle 1846.  Euagathis clathrata ingår i släktet Euagathis och familjen bracksteklar. Inga underarter finns listade i Catalogue of Life.